# Marit Paulsen
Marit Paulsen (Oslo, 24 novembre 1939 – 26 luglio 2022) è stata una politica svedese, eurodeputata per il Partito Popolare Liberale.

## Biografia
Esponente del Partito Popolare Liberale, alle elezioni europee del 1999 divenne europarlamentare; dopo aver saltato una legislatura, fu rieletta nel 2009 e nel 2014.